# Лукавець (Велика Гориця)
Лукавець (хорв. Lukavec) — населений пункт у Хорватії, у Загребській жупанії у складі міста Велика Гориця.

## Населення
Населення за даними перепису 2011 року становило 1 140 осіб.
Динаміка чисельності населення поселення:

## Клімат
Середня річна температура становить 10,88 °C, середня максимальна – 25,16 °C, а середня мінімальна – -5,92 °C. Середня річна кількість опадів – 869 мм.
| Клімат поселення                              | Клімат поселення | Клімат поселення | Клімат поселення | Клімат поселення | Клімат поселення | Клімат поселення | Клімат поселення | Клімат поселення | Клімат поселення | Клімат поселення | Клімат поселення | Клімат поселення | Клімат поселення |
| Показник                                      | Січ.             | Лют.             | Бер.             | Квіт.            | Трав.            | Черв.            | Лип.             | Серп.            | Вер.             | Жовт.            | Лист.            | Груд.            |                  |
| Середній максимум, °C                         | 5,94             | 7,93             | 12,68            | 17,08            | 21,85            | 25,16            | 25,04            | 24,50            | 20,48            | 14,96            | 9,03             | 5,11             |                  |
| Середня температура, °C                       | 0,02             | 2,00             | 6,76             | 11,15            | 15,92            | 19,22            | 21,12            | 20,57            | 16,55            | 11,05            | 5,10             | 1,18             |                  |
| Середній мінімум, °C                          | −5,92            | −3,92            | 0,82             | 5,20             | 9,99             | 13,28            | 17,18            | 16,66            | 12,63            | 7,12             | 1,18             | −2,74            |                  |
| Норма опадів, мм                              | 51               | 48               | 57               | 67               | 75               | 92               | 78               | 88               | 83               | 83               | 85               | 62               |                  |
| Середньомісячна швидкість вітру, м/с          | 1.70             | 1.90             | 2.30             | 2.20             | 2.06             | 1.90             | 1.80             | 1.70             | 1.60             | 1.70             | 1.78             | 1.74             |                  |
| Середньомісячна сонячна радіація, кДж/м²·день | 4115             | 6844             | 10506            | 14938            | 19120            | 20907            | 21932            | 19212            | 14110            | 8688             | 4557             | 3348             |                  |
| --------------------------------------------- | ---------------- | ---------------- | ---------------- | ---------------- | ---------------- | ---------------- | ---------------- | ---------------- | ---------------- | ---------------- | ---------------- | ---------------- | ---------------- |
| Джерело:                                      |                  |                  |                  |                  |                  |                  |                  |                  |                  |                  |                  |                  |                  |